# Montezumia holmbergii
Montezumia holmbergii är en stekelart som beskrevs av Brethes 1906. Montezumia holmbergii ingår i släktet Montezumia och familjen Eumenidae. Inga underarter finns listade i Catalogue of Life.